# Steve Shutt
Steve Shutt (* 1. července 1952 ve Willowdale, Ontario, Kanada) je bývalý kanadský hokejový útočník, držitel pěti Stanley Cupů.

## Hráčská kariéra
Jako junior hrával v Toronto Marlboros v Ontario Hockey League, kde vytvořil spolu s Davem Gardnerem a Billym Harrisem jednu z nejúdernějších formací v historii ligy.
Do NHL byl draftován z celkově 4. místa v roce 1972 Montrealem Canadiens. Také odehrál prakticky celou profesionální kariéru s výjimkou části své poslední sezóny, kdy působil v Los Angeles Kings.
V Montrealu byl součástí slavné generace sedmdesátých let a patřil ke klíčovým hráčům. Spolu s Jacquesem Lemairem a Guy Lafleurem vytvořili hvězdný útok. Pětkrát se stal držitelem Stanley Cupu (v letech 1973, 1976, 1977, 1978 a 1979). Jeho individuálně nejúspěšnější sezónou byl ročník 1976/1977, kdy zaznamenal 105 kanadských bodů a 60 vstřelenými góly vytvořil dokonce rekord levých křídel, který překonal až Luc Robitaille v sezóně 1992/1993.
Aktivní kariéru ukončil v roce 1985. Později pracoval jako asistent trenéra Montreal Canadiens (v letech 1993 až 1997).

## Úspěchy a ocenění

### Týmové
- Stanley Cup 1973, 1976, 1977, 1978 a 1979

### Individuální
- člen All-Star Týmu NHL - 1977
- člen druhého All-Star Týmu - 1978, 1980
- nejlepší střelec NHL - 1977
- člen Síně slávy od roku 1993

## Klubové statistiky
| Sezona     | Klub                  | Soutěž     | Základní část | Základní část | Základní část | Základní část | Základní část | Play off | Play off | Play off | Play off | Play off |
| Sezona     | Klub                  | Soutěž     | Z             | G             | A             | B             | TM            | Z        | G        | A        | B        | TM       |
| ---------- | --------------------- | ---------- | ------------- | ------------- | ------------- | ------------- | ------------- | -------- | -------- | -------- | -------- | -------- |
| 1969–70    | Toronto Marlboros     | OHA        | 49            | 11            | 14            | 25            | 93            | —        | —        | —        | —        | —        |
| 1970–71    | Toronto Marlboros     | OHA        | 62            | 70            | 53            | 123           | 85            | —        | —        | —        | -        | -        |
| 1971-72    | Toronto Marlboros     | OHA        | 58            | 63            | 49            | 112           | 60            | —        | —        | —        | —        | —        |
| 1972–73    | Nova Scotia Voyageurs | AHL        | 6             | 4             | 1             | 5             | 2             | —        | —        | —        | —        | —        |
| 1972–73    | Montreal Canadiens    | NHL        | 50            | 8             | 8             | 16            | 24            | 1        | 0        | 0        | 0        | 0        |
| 1973/1974  | Montreal Canadiens    | NHL        | 70            | 15            | 20            | 35            | 17            | 6        | 5        | 3        | 8        | 9        |
| 1974–75    | Montreal Canadiens    | NHL        | 77            | 30            | 35            | 65            | 40            | 9        | 1        | 6        | 7        | 4        |
| 1975–76    | Montreal Canadiens    | NHL        | 80            | 45            | 34            | 79            | 47            | 13       | 7        | 8        | 15       | 2        |
| 1976–77    | Montreal Canadiens    | NHL        | 80            | 60            | 45            | 105           | 28            | 14       | 8        | 10       | 18       | 2        |
| 1977–78    | Montreal Canadiens    | NHL        | 80            | 49            | 37            | 86            | 24            | 15       | 9        | 8        | 17       | 20       |
| 1978–79    | Montreal Canadiens    | NHL        | 72            | 37            | 40            | 77            | 31            | 11       | 4        | 7        | 11       | 6        |
| 1979–80    | Montreal Canadiens    | NHL        | 77            | 47            | 42            | 89            | 34            | 10       | 6        | 3        | 9        | 6        |
| 1980–81    | Montreal Canadiens    | NHL        | 77            | 35            | 38            | 73            | 51            | 3        | 2        | 1        | 3        | 4        |
| 1981–82    | Montreal Canadiens    | NHL        | 78            | 31            | 24            | 55            | 40            | —        | —        | —        | —        | —        |
| 1982–83    | Montreal Canadiens    | NHL        | 78            | 35            | 22            | 57            | 26            | 3        | 1        | 0        | 1        | 0        |
| 1983–84    | Montreal Canadiens    | NHL        | 63            | 14            | 23            | 37            | 29            | 11       | 7        | 2        | 9        | 8        |
| 1984–85    | Montreal Canadiens    | NHL        | 10            | 2             | 0             | 2             | 9             | —        | —        | —        | —        | —        |
| 1984–85    | Los Angeles Kings     | NHL        | 59            | 16            | 25            | 41            | 10            | 3        | 0        | 0        | 0        | 4        |
| NHL celkem | NHL celkem            | NHL celkem | 930           | 424           | 393           | 817           | 410           | 99       | 50       | 48       | 98       | 65       |